# 新選組リアン
新選組リアン（しんせんぐみリアン）は、男性アイドル音楽ユニット。日本テレビ系列で放送されているバラエティ番組『人生が変わる1分間の深イイ話』から生まれた。よしもとクリエイティブ・エージェンシー所属。
「新撰組リアン」と誤表記されることが多いが、正しくは「新選組リアン」である。

## 概要
2009年、『人生が変わる1分間の深イイ話』で当時司会を務めていた島田紳助が地元である京都の観光誘致を目的として、京都市と協同してアイドル開発プロジェクト「平成の新選組プロジェクト」をスタート。自らプロデューサーとして男性アイドルユニットをデビューさせるべくオーディションを行う。オーディションの様子は番組内で伝えられ、7月27日放送分の番組内で京都市及び近郊の大学生2518人の応募者の中から選ばれた5人が発表された。グループ名の「リアン」はフランス語で「絆」を意味する。しかし、メンバー全員がその意味を紳助に教えてもらうまで知らなかった。
同年10月14日にシングル『男道』でCDデビュー。オリコン3位を記録した。デビュー前後は『深イイ話』のほか、紳助が司会を務めていた『行列のできる法律相談所』、『クイズ!ヘキサゴンII』、『オールスター感謝祭』やその他の多くのテレビ・ラジオ番組や学園祭に出演し多忙を極め、2009年度は森公平以外のメンバー4名は大学を原級留置をしている。森は大学側よりニンテンドーDSとソフトを渡され一面をクリアすると大学側にメールをし、単位を取得した。
『ヘキサゴン』ではヘキサゴンコンサート2009以降、歌唱パートやファミリーコンサートでの出演の機会が増え、ファミリーアルバムにも参加した。
京都市の協力を得るために「京都学生祭典」への参加や月1回の京都市内のパトロール参加などを条件として提示されていたが、2010年に入った頃から既に京都に根付いた活動は少なくなっていた。また、メンバーも皆生活の基盤を東京に置くようになった。
「メンバー最年長」という理由で森がリーダーを務めていたが、2011年1月に関義哉に交代となった。
2011年8月23日にグループ生みの親でありプロデューサーであった紳助が芸能界を引退を発表、同日付で引退した。1週間後に取材を通じて「解散は考えていない」と明言し、紳助に対し「オーディションのころからずっといつも僕たちを支えて下さって、とても感謝しています」と述べた。以降はスタッフを一新してセルフプロデュースに移行し、ライブやイベント出演、CD制作など音楽活動を続ける。その頃紳助がいなくなり全員がこれから進む道を見失っていたが、これもチャンスだと思い、残された自分たちで曲を作るようになったという。
2012年7月、アキヤマ・オフィスからよしもとクリエイティブ・エージェンシーに移籍。アキヤマ・オフィスから契約更新は出来ないと通達され、引退していた紳助に相談した所、吉本興業に紳助が「面倒見てやってくれ」と口添えし、よしもとに所属する事となった。よしもと祇園花月でのトークライブや、同年12月によしもとが設立したライブスペース「シダックスよしもとannex」のレギュラー出演者になるなど、京都で活動する機会が増えた。
2014年8月には、同年10月をもって「新選組リアン」を解散することを発表した。

## メンバー
年齢順
- 森公平（もり こうへい、1988年4月12日（37歳） - ）

大阪府枚方市出身。大阪国際大学出身。初代リーダー。
サーターアンダギーのメンバーとしても活動していたが、2013年に解散。
- 國定拓弥（くにさだ ひろや、1988年7月8日（37歳） - ）

兵庫県出身。大手前大学出身。
- 関義哉（せき よしや、1989年4月7日（36歳） - ）

京都府京都市出身。滋賀大学を2013年に卒業。2代目リーダー。
『紳助社長のプロデュース大作戦!』では、ビーチボーイズの責任者としても活動したこともある。
- 榊原徹士（さかきばら てつじ、1989年12月6日（35歳） - ）

愛知県豊田市出身。京都外国語大学出身。
『ヘキサゴンII』発ユニット・スザンヌ×スザンぬの「黒スザンぬ」を担当（声は大沢あかねが担当）したこともある。
現 吉本坂46メンバー
- 山口純（やまぐち じゅん、1990年5月13日（35歳） - ）

兵庫県出身。立命館大学出身。

## 経歴

### 2009年
- 6月25日 - この日を「結成日」としている[13]。
- 7月27日 - 同日放送の『人生が変わる1分間の深イイ話 平成の新撰組大決定スペシャル』にてメンバー5名が決定。グループ名が「新選組リアン」であること、楽曲は既に作られており10月14日にCDデビューが決定していることも発表される。
- 8月16日 - 同日放送の『行列のできる法律相談所』でデビュー曲『男道』を初披露。
- 8月31日 - 『男道』の先行配信が始まる。
- 9月10日 - Seesaaブログにて公式ブログを開始。
- 10月11日 - 「第7回京都学生祭典」グランドフィナーレ（於：平安神宮）に出演。
- 10月14日 - デビューシングル『男道』発売。デビューイベント『新選組リアンデビュー記念イベント in 世界遺産“東寺”』を行う。約8千人を動員したと発表され、前日13日の福岡・キャナルシティ博多、翌日15日の東京・サンシャインシティでのイベントと合わせて計1万1千人を動員したと発表される。
- 10月31日 - 国立代々木競技場第一体育館にて行われた『ヘキサゴンファミリーコンサート2009』に出演。同年12月31日にも年またぎの『ヘキサゴンファミリーカウントダウンライブ』に出演した。
- 11月1日 - 大阪国際大学、滋賀大学の学園祭イベントに出演。以降も京都外国語大学（2日）、立命館大学（7日）、大手前大学（8日）と各メンバーが在学する大学の学園祭イベントに出演する。
- 12月14日 -  「京都・嵐山花灯路2009」のイベントの一環として、かつてオーディション合宿が行われた大覚寺門跡にてステージを披露する。

### 2010年
- 1月13日 - 同日放送の『ヘキサゴンSP』において、森がヘキサゴン発のユニット「サーターアンダギー」のメンバーになると発表される。2月10日、シングル「ヤンバルクイナが飛んだ」でデビュー。
- 1月18日 - 写真集『新選組リアン in KYOTO』発売。
- 2月24日 - 2ndシングル『本当に僕でいいんですか』発売。京都みやこめっせにて発売イベントを行う。
- 5月2日 - 公式ブログがSeesaaブログからアメーバブログに移転する。
- 8月4日 - 3rdシングル『愛の唄』発売。前日3日から15日まで全国15箇所でイベント・握手会を行う。
- 8月30日 - “『愛の唄』発売イベントの握手者累計が2万人に達しなかった”として、事前の公約通り森の断髪式が後楽園ホールにて実施される。
- 9月1日 - 1stアルバム『上京物語』発売。
- 9月25日 - 青森県八戸市にて行われた「南部道楽フェスティバル2010」に出演。
- 10月10日 - 新潟・NIIGATA LOTSからファーストコンサートツアー『上京物語』がスタート、全国7箇所8回公演。
- 11月14日 - 福岡・Zepp Fukuokaにて行われたツアー最終公演にて、リーダーが森から関に交代になることが決定する。
- 12月11日 - 幕張メッセにて行われた『ヘキサゴンファミリーコンサート2010』に出演。25日には京セラドーム大阪にて行われた『クイズ!ヘキサゴンII presentsスーパークリスマスパーティー2010〜決戦! オールスター野球大会〜』にも出演。
- 12月31日 - Zepp Osakaにてコンサートツアー『上京物語』の追加2公演が行われる。2回目の公演は22時30分開始で、年またぎの単独カウントダウンライブとなる。

### 2011年
- 4月20日 - SHIBUYA BOXXにて、各メンバーがプロデュースを担当するコンサート『SHINSENGUMI LIEN SPECIAL SHOWCASE 2011』を行う。プロデュース担当は関、山口、榊原、國定、森の順番。
- 5月22日 - サーターアンダギーの1stコンサートツアー『感謝!感激!サーターアンダギー! 〜日本の主食を目指します!〜』東京公演にゲスト出演。また、6月10日の大阪公演にも出演。
- 6月22日 - 4thシングル「色糸」発売。前日21日から7月3日まで全国14箇所でイベント・握手会を行う。
- 7月23日 - 所属事務所によるマンスリーライブの初回『行列のできる秋山社長のプロデュース大作戦!』（2回目からは『アキヤマオフィス祭』と改題）に出演。
- 8月23日 - グループ生みの親でありプロデューサーであった島田紳助が芸能界引退を発表。
- 8月31日 - デイリースポーツの取材に応じ、「解散はない」と活動継続を明言する[7]。
- 10月29日 - FM滋賀主催のe-radio15周年イベント『Love shiga. Love Live2011』に出演。このイベントから山口が肺気胸による体調不良のため1ヶ月ほどイベント出演等を見合わせ、4人で活動する。
- 11月26日 -  幕張メッセにて行われた最後のヘキサゴンファミリーコンサート『ヘキサゴンファミリーコンサート 2011』に山口を除く4人で出演。翌日の11月27日にも、東京ドームシティラクーアにて、『WE LOVE ヘキサゴン2011』の発売記念イベントに4人で出演した。
- 12月14日 - 5thシングル『Merry X’mas to U』発売。山口が復帰を果たし当日から12月31日まで、全国5箇所でイベント・握手会を行う。
- 12月20日 - サーターアンダギーのコンサート『サーターアンダギーLIVE2011〜Xmasケーキのかわりに、サーターアンダギーはいかがですか?〜』にゲスト出演。

### 2012年
- 1月9日 - グループ初の個別握手会を行う。
- 4月2日 - 渋谷のレンタルカフェ「コラボカフェ」内に一週間限定の「リアンカフェ」を出店、メンバーも店内スタッフを務めた。
- 6月21日 - サーターアンダギーのコンサート『サーターアンダギーLIVE2012 其の三〜ツアー!確乎不抜〜』名古屋公演にゲスト出演。
- 6月28日 - 同日開催の『アキヤマオフィス祭』をもって、マンスリーライブが一旦終了となる。
- 7月20日 - 所属レコード会社のサイトにおいて、所属事務所をアキヤマ・オフィスからよしもとクリエイティブ・エージェンシーへ移籍したことを発表[14]。
- 11月13日 - メンバー全員が出演する舞台『THE 大航海デイズ』（脚本：西野亮廣）がスタート。19日の千秋楽が最終公演。
- 12月12日 - “サーターアンダギー×新選組リアン”として70年代ディスコチューンのカバー「That's the way」を配信で発表。
- 12月15日 - サーターアンダギーのライブ『冬の午後〜戮力協心〜』にゲスト出演。また、『冬の夜〜敢為邁往』にてサーターアンダギーの解散が決定した。これにより、7人揃ったサーターアンダギー×新選組リアンの楽曲の披露がこの日が最後となった。

### 2013年
- 2月24日 - サーターアンダギーが解散。森は新選組リアンのみで活動。
- 6月19日 - iTunes限定配信シングル「終わらないシンページ」「弾丸レーサー」の配信を開始。

### 2014年
- 8月1日 - 10月に「新選組リアン」が解散することを受け、メンバーが各自ブログで発表。
- 10月14日 - 山野ホールにて行われた『Familien Forever』をもって解散した。『第一章～軌跡～』『第二章～道標～』の2部構成で、新選組リアン名義でこれまで発表した全曲を披露した。

### 2019年
- 10月14日 - 新選組リアン デビュー10周年記念１日限定復活ライブ 「令和男道」開催（山野ホール）。

## ディスコグラフィ

### シングル
| 枚数 | タイトル               | リリース日     | 最高位 | 販売形態  | 規格品番                                      |
| ---- | ---------------------- | -------------- | ------ | --------- | --------------------------------------------- |
| 1    | 男道                   | 2009年10月14日 | 3位    | CD+DVD    | YRCN-90076                                    |
| 2    | 本当に僕でいいんですか | 2010年2月24日  | 9位    | CD+DVD CD | YRCN-90091（初回生産盤） YRCN-90105（通常盤） |
| 3    | 愛の唄                 | 2010年8月4日   | 9位    | CD+DVD CD | YRCN-90117（初回生産盤） YRCN-90118（通常盤） |
| 4    | 色糸                   | 2011年6月22日  | 10位   | CD+DVD CD | YRCN-90148（初回生産盤） YRCN-90149（通常盤） |
| 5    | Merry X'mas to U       | 2011年12月14日 | 11位   | CD+DVD CD | YRCN-90174（初回生産盤） YRCN-90175（通常盤） |

### アルバム
| 枚数 | タイトル | リリース日     | 最高位 | 販売形態            | 規格品番                                      |
| ---- | -------- | -------------- | ------ | ------------------- | --------------------------------------------- |
| 1    | 上京物語 | 2010年9月1日   | 7位    | CD+DVD CD           | YRCN-95149（初回生産盤） YRCN-95150（通常盤） |
| 2    | Familien | 2014年10月22日 | -      | CD+DVD+フォトブック | YRCU95508                                     |

### 配信
- 弾丸レーサー（2013年6月19日 ）
- 終わらないシンページ（2013年6月19日）

### DVD
| 枚数 | タイトル                                  | リリース日    | 最高位 | 規格品番                                        |
| ---- | ----------------------------------------- | ------------- | ------ | ----------------------------------------------- |
| 1    | SHINSENGUMI LIEN 2010 FIRST☆TOUR 上京物語 | 2011年1月12日 | 7位    | YREN-90145-6（初回生産盤） YREN-90147（通常盤） |

### サーターアンダギー×新選組リアン
- ずっと…（2010年11月17日、アルバム『WE LOVE ヘキサゴン 2010』収録）
- 僕は待っているから（2011年11月23日、アルバム『WE LOVE ヘキサゴン 2011』収録）
- That's the way（2012年12月12日、配信限定） - KC & ザ・サンシャイン・バンド「That's The Way (I Like It)」のカバー。

## 関連商品

### 写真集
- 新選組リアン in KYOTO（2010年1月18日発売、日本テレビ放送網）

### その他
- 新選組リアン 2010年度カレンダー（2009年11月発売）

## おもな出演

### バラエティ
- 人生が変わる1分間の深イイ話（2009年7月27日 - 、日本テレビ）
- クイズ!ヘキサゴンII（2009年9月9日 - 2011年9月28日、フジテレビ） - 森のみ不定期出演。
- 紳助社長のプロデュース大作戦!（2010年4月13日 - 2011年8月16日、TBS） - 関は秘書としてレギュラー出演。森はアルバイトとして不定期出演。

### テレビドラマ
- 新撰組異聞PEACE MAKER（2010年1月20日 - 3月24日、毎日放送/TBS） - 榊原は山崎烝役としてレギュラー出演。他のメンバーは新撰組隊士役として友情出演。

### 舞台
- THE 大航海デイズ（2012年11月13日 - 19日、神保町花月）
- 月夜の森の置き土産（2013年10月2日 - 6日、神保町花月）
- ピラミッドだぁ！（2014年2月4日 - 2月11日、神保町花月） - ダブルキャストにて上演。新選組リアンは4日、5日、10日(2公演)、11日(2公演)の6公演に出演。

### CM
- エクシング「ポケメロJOYSOUND」（2009年10月 - 2010年3月）
- ドウシシャ「Bio Agro」（2010年）

## ライブ・コンサート
SHINSENGUMI LIEN 2010 FIRST☆TOUR 上京物語
2010年10月10日 - 12月31日
- 10月10日、新潟 NIIGATA LOTS
- 10月11日、宮城 Zepp Sendai
- 10月23日、大阪 Zepp Osaka
- 10月24日、広島 HIROSHIMA CLUB QUATTRO
- 11月3日、愛知 Zepp Nagoya
- 11月6日、東京 Zepp Tokyo
- 11月7日、東京 Zepp Tokyo
- 11月14日、福岡 Zepp Fukuoka

（※ 11月20日に北海道・Zepp Sapporoにて行われる予定だった公演が諸事情で中止となった）
- 12月31日、大阪 Zepp Osaka（追加公演、2回公演） - 22時30分からの部はカウントダウンライブ。

SHINSENGUMI LIEN SPECIAL SHOWCASE 2011
2011年4月20日 - 6月17日、SHIBUYA BOXX
- 4月20日、The first night Produced by Yoshiya Seki 『負けないで… 笑顔を! 夢を!』
- 4月27日、The second night Produced by Jun Yamaguch 『五色の色鉛筆』
- 5月20日、The third night Produced by Tetsuji Sakakibara 『SUN×3 Familien』
- 6月3日、The fourth night Produced by Hiroya Kunisada 『にゃんだふるわーるど』
- 6月17日、The fifth night Produced by Kohei Mori 『日本男児』

SHINSENGUMI LIEN WinterLIVE2012 〜Share The X'mas〜
2012年12月22日 - 12月24日
- 12月22日、なんばHatch
- 12月24日、科学技術館サイエンスホール